# Сомалилендско-эмиратские отношения
Сомалилендско-эмиратские отношения — двусторонние отношения между самопровозглашённой Республикой Сомалиленд и Объединёнными Арабскими Эмиратами (ОАЭ).    ОАЭ, как и другие члены мирового сообщества, не признаёт Сомалиленд суверенным государством и, соответственно, не может поддерживать с ним дипломатических отношений. Однако страны обменялись торгпредствами и развивают военно-техническое сотрудничество.

## История

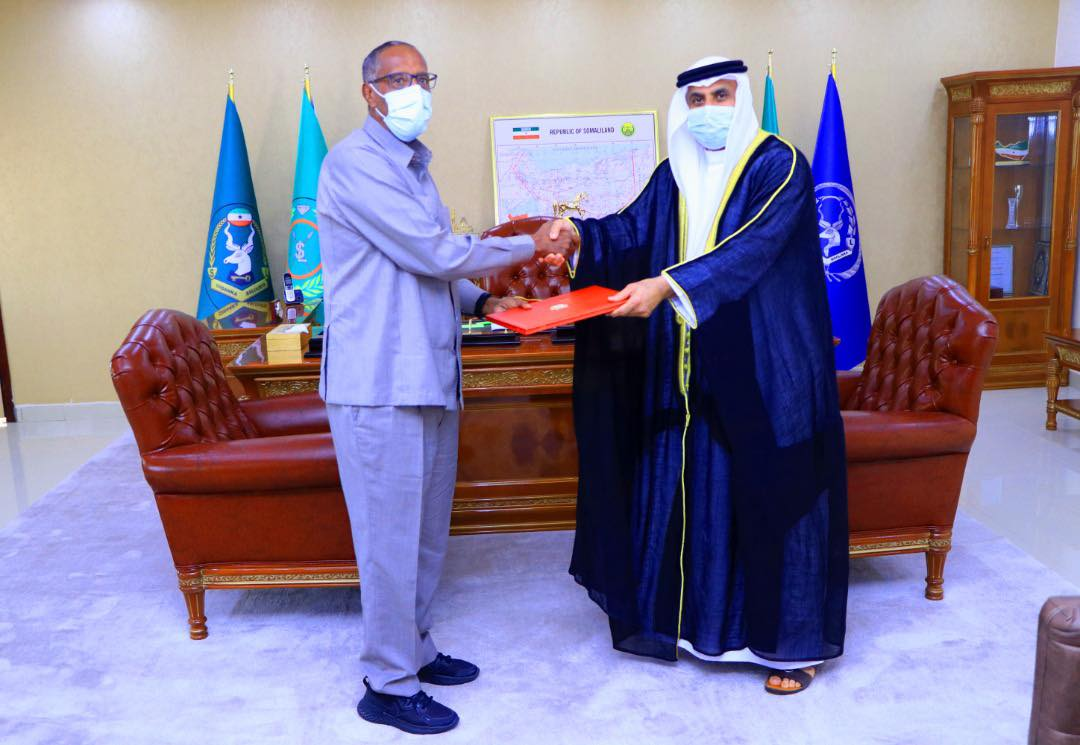
Президент Сомалиленда Муса Бихи Абди с торгпредом ОАЭ Абдуллой Альнакби

В феврале 2017 года обе палаты парламента Сомалиленда приняли предложение правительства ОАЭ о создании Вооружёнными силами ОАЭ военной базы в Бербере наряду с реконструкцией Берберского аэропорта.
13 марта 2021 года Абдулла Аль-Накби был назначен торгпредом ОАЭ в Сомалиленде. В сомалилендских источниках он называется «послом», что не соответствует его реальному официальному статусу.